# Bransch Mihály
Bransch Mihály (Nagyszeben, 1738 körül – Nagyszeben, 1812. július 10.) a nagyszebeni tanács tagja és a város bírája.

## Élete
Polgári szülőktől származott, gimnáziumi tanulmányait szülővárosában végezte. 1762-ben a jénai egyetemre ment, hol teológiát tanult, de utóbb elhagyta a papi pályát és városi hivatalt viselt szülővárosában, hol csakhamar aljegyző, 1777-ben tartományi jegyző, 1782-ben városi tanácsos, 1786-ban pedig biró lett, mely hivatalát 1811-ig viselte, midőn nyugalomba lépett.

## Munkái
Kéziratban maradt tőle az erdélyi rendeletek gyűjteménye 13 ivrét kötetben, melyet Engel is fölemlít munkájában (I. 11. l.); egyéb kézirati munkáiról Trausch emlékezik meg.